# Nationaal-Socialistische Vrouwenorganisatie

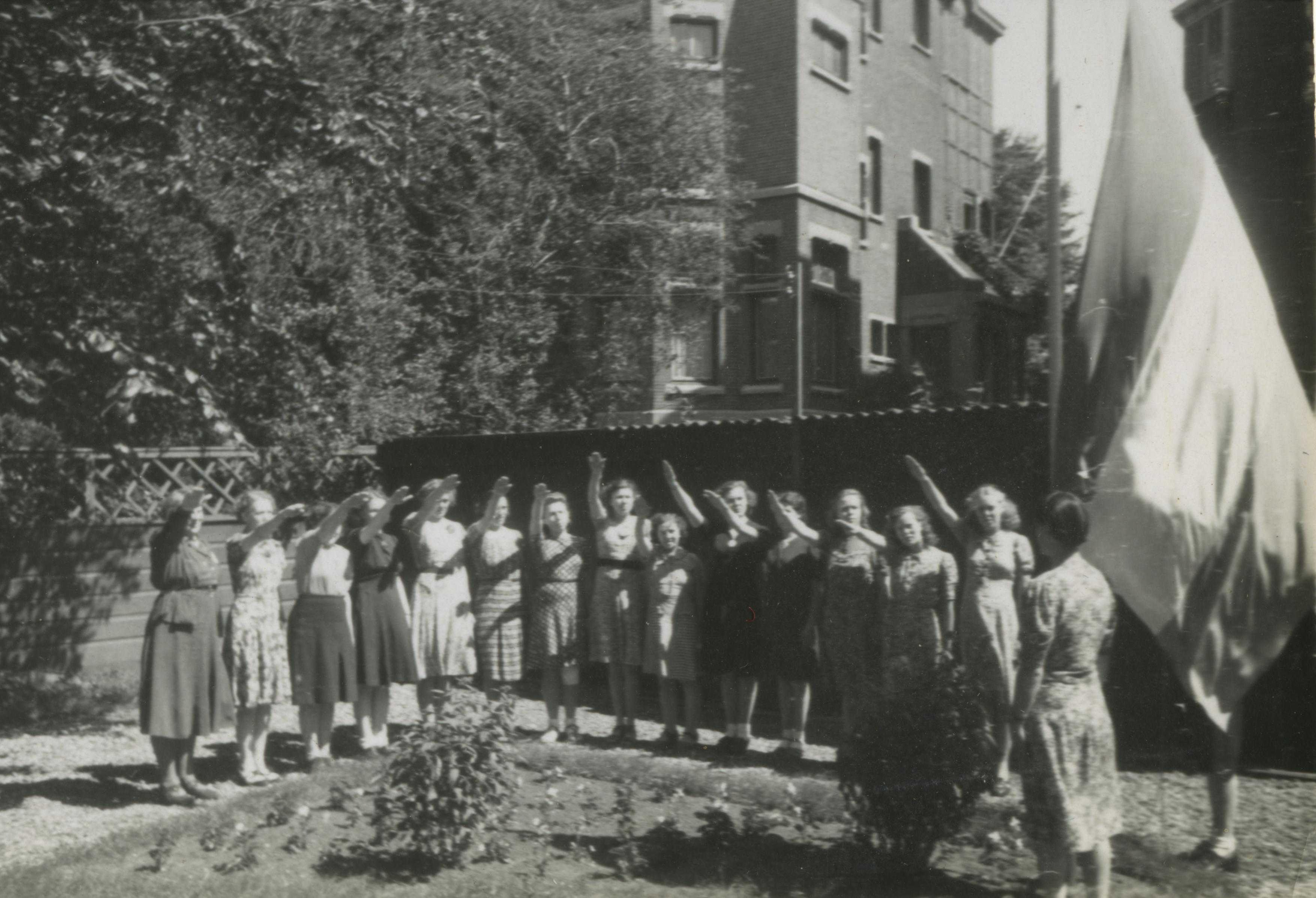
NSVO-vrouwen bij een interne cursus kinderverzorging in juli 1943.

De Nationaal-Socialistische Vrouwenorganisatie (NSVO) was de naam waaronder NSB-vrouwen zich tussen 1938 en 1945 actief konden betonen in de op- en uitbouw van het Nederlandse nationaalsocialisme.

## Voorgeschiedenis
In de vierde officiële brochure van de NSB (Actueele Vragen, februari 1934) kwam de ideologische positie van de vrouw binnen de beweging voor de eerste maal ter sprake. De NSB zag de vrouw op traditionele wijze in een klassieke ondersteunende rol:
De betekenis van de vrouw in de natie is moeilijk te overschatten; zij is in waarheid het hart en het zedelijk geweten van het volk. In haar leeft bewust of onbewust de groote gedachte door de mannen geschapen. Zij is de hoedster van de traditie, de zeden, den Godsdienst. Wat de man aan grootsch verricht, het wordt in haar hart, als in een schrijn bewaard en teruggegeven in de opvoeding van haar kinderen. Waar de man in het openbaar, in Staat, in maatschappij werkt, werkt de vrouw in haar gezin, vormt of bederft de kern van de Staat: het gezinsleven.
Nadat het ambtenarenverbod van 1933 het onmogelijk maakte voor ambtenaren om lid van de NSB te zijn, riep Anton Mussert, de leider van de NSB, het 'Vierduitenfonds' in het leven. De kas van dit steunfonds voor ontslagen ambtenaren werd hoofdzakelijk door colportage gevuld. Hier zag Mussert een kans om vrouwen in te schakelen. Ook werden diverse afdelingen opgericht die pasten binnen de nationaalsocialistische roeping van de vrouw, zoals een naai- en breiclub, een kledingclub en een EHBO-club. Ook hierin werd hoofdzakelijk het ondersteunende en het verzorgende karakter van de vrouw benadrukt.

## Oprichting
Op 1 september 1938 werd dan de NSVO opgericht. Als een zelfstandige afdeling van de NSB stond zij onder leiding van mevrouw A.M. van Hoey Smith-van Stolk. Het doel van de NSVO was:
het bevorderen en versterken van de nationaal-socialistische levens- en wereldbeschouwing onder de Nederlandse vrouwen; de verzorging van nationaal-socialistische werkers die dit van noode hebben.
Het motto van de NSVO luidde: Het hartvuur heilig, het haardvuur veilig.
De NSVO richtte zich vooral op zaken als vorming en voorlichting. Geestelijke en lichamelijk voorbereiding op het moederschap stonden in de bijeenkomsten centraal. Zang, sport en lezingen bepaalden het programma van de vormingskampen. De afdeling Propaganda bracht het blad De Nationaal-Socialistische Vrouw uit. Het blad richtte zich op leden en sympathisanten van de NSVO. Behalve verslagen van bijeenkomsten werd het blad gevuld met tips voor het huishouden en aankondigingen van vormingslessen.
De afdeling Moederdienst was een 'dienst voor moeders', gericht op het helpen van meisjes, vrouwen en moeders bij het vervullen van hun nationaalsocialistische taak in gezin en volk. Mussert gaf aan de Moederdienst grote subsidiebedragen uit, vooral om zes 'Moederscholen' op te richten, waar zuigelingenzorg, kinderverzorging, naaien en koken op het programma stonden.
De afdeling Volks- en Gezinshuishouding richtte zich op de huisvrouw die efficiënt gebruik moest maken van het huishouden en gezinsinkomen. Cursussen rond de verwerking van 'resten' werden georganiseerd:speelgoed en pantoffels uit stofresten. Het motto was 'van oud goed nieuw maken'.
De NSVO streefde ernaar alle bestaande nationaalsocialistische vrouwenorganisaties samen te bundelen. Dit lukte echter niet, vermoedelijk mede wegens de opstelling en werkwijze van landelijk leidster Elisabeth Keers-Laseur en haar plaatsvervangster jonkvrouwe Julia Op ten Noort, die beiden verkeerden in de kring van radicale NSB'ers rond mr. M.M. Rost van Tonningen. Op ten Noort bracht in augustus 1939 een bezoek aan de Duitse zusterorganisatie, waar zij diverse lezingen over de Duitse rassenpolitiek tot zich nam. Rost van Tonningen op zijn beurt zag in de vrouwen van de NSVO een vierde steunpijler van het opbloeiende nationaalsocialisme van de NSB: naast die van de arbeiders, de jeugd en de boeren.

## De Tweede Wereldoorlog

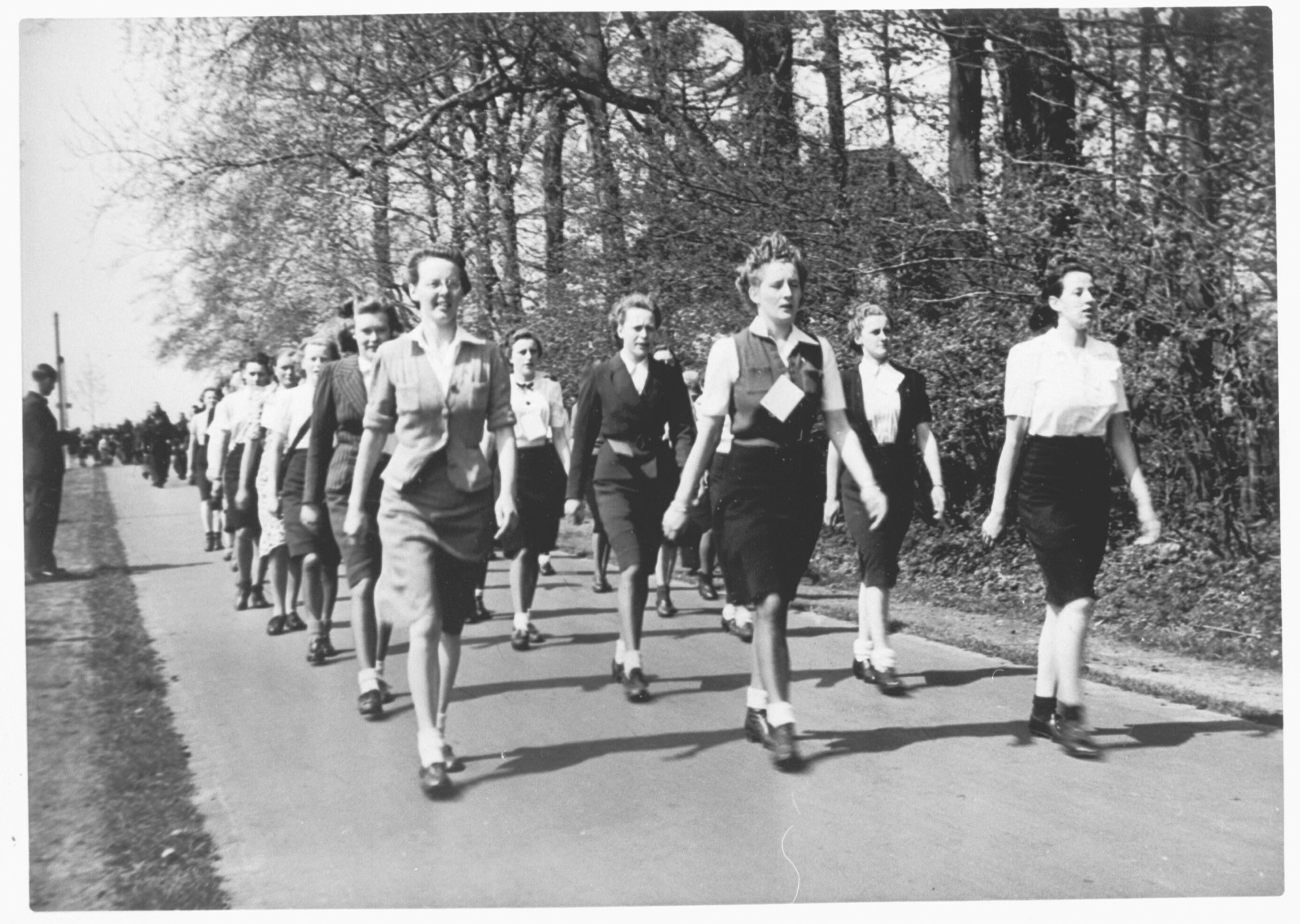
NSVO-vrouwen tijdens een wandeltocht in Groningen, 18 mei 1941.

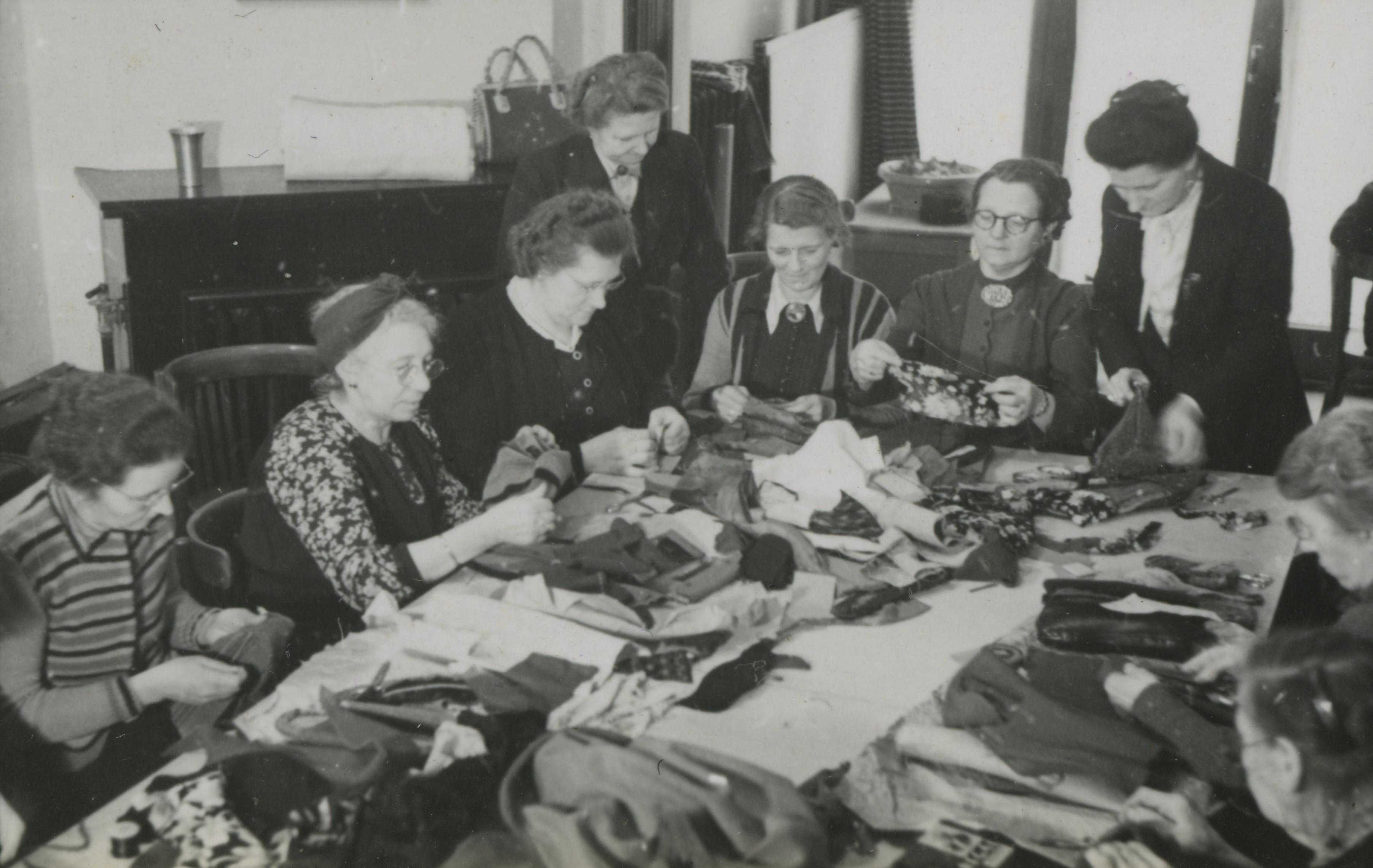
NSVO-vrouwen bij een cursus pantoffels maken, 29 februari 1944.

Tot mei 1940 was het karakter van de NSVO eerder sociaal dan politiek van aard. Na de Duitse inval veranderde dat. De Grootgermaanse gedachte ging geleidelijk aan meer en meer een rol spelen en ook werd uiteindelijk de rassenleer van de SS aanvaard. Voor NSVO-vrouwen moest de rassenleer bijvoorbeeld leidraad zijn bij de keuze van een echtgenoot. Keers-Laseur en Op ten Noort waren nu de spil van de NSVO. De organisatie groeide van 1500 naar 6500 leden in februari 1941. Dit alles hield in dat de NSVO meer en meer in het radicalere kamp van de op Duitsland gerichte Nederlandsche SS belandde. Voor de NSB werd de NSVO daarmee van ondersteunend tot bedreigend. Mussert ontsloeg daarom het naar zijn mening te sterk op Rost van Tonningen georiënteerde duo in februari 1941. De kinderloos gebleven Keers-Laseur en ongehuwde Op ten Noort waren overigens überhaupt geen voorbeelden voor de 'kameraadskes'. De nieuwe leidster, mevrouw Olga de Ruiter-Van Lankeren Matthes was getrouwd (met de Amsterdamse kringleider van de NSB, J.W. de Ruiter), had vier kinderen en voldeed daarmee optimaal aan het nationaalsocialistische vrouwenideaal.
Een van de grootste successen was de inzamelingsactie van het voorjaar 1941. Uiteindelijk kreeg de echtgenote van Reichskommissar A. Seyss-Inquart f 80.000 (omgerekend naar de waarde in 2022 is dit: € 702.000) aangeboden die door de fondsenwervers van de NSVO bijeengebracht waren.
Doordat andere vrouwenorganisaties zoals die van de plattelandsvrouwen werden opgeheven door de Duitse bezetter, steeg ook het ledental van de NSVO. In 1942 bedroeg het ledental 20.000. Nadat in de loop van 1943 de Duitse kansen op een uiteindelijke overwinning slonken, zijn geen nieuwe ledenaantallen bekendgemaakt.
De NSVO ontstond uit fondsenwerving. De afdeling Hulp en Bijstand zette dat werk voort. De verzorging van frontstrijders met kerstpakketten, het breien van warme kleding voor de oostfrontstrijders hoorde daarbij. Huisbezoek bij gewonde kameraden en het koken van eenpansmaaltijden behoorden tot de typisch vrouwelijke taken van deze afdeling. In september 1944, in de paniek van Dolle Dinsdag (5 september 1944), regelde de afdeling Hulp en Bijstand de evacuatie van NSB-leden naar het oosten van het land. De verzorging van al deze vluchtelingen was in handen van leden van de NSVO. In de chaos van begin 1945 kon de NSVO natuurlijk niet meer goed functioneren, hoewel enkele individuele NSVO'sters door bleven gaan met het geven van praktische hulp aan de evacués.
 Portaal: Fascisme en nationaalsocialisme in Nederland · Fascisme · Nationaalsocialisme